# Ledesma megye
Ledesma egy megye Argentínában, Jujuy tartományban. A megye székhelye Libertador General San Martín.

## Települések
Önkormányzatok és települések (Municipios)
- Caimancito (Municipio)
- Calilegua (Municipio)
- Fraile Pintado (Municipio)
- Libertador General San Martín (Municipio)
- Yuto (Municipio)

Vidéki központok ( centros rurales de población)
| - Bananal - Bermejito - Jaramillo - Guayacan | - Ledesma - Chalican - Libertad - Paulina | - San Borja - Rangel - 23 de Agosto |